# Rhipidolestes malaisei
Rhipidolestes malaisei är en trollsländeart som beskrevs av Maurits Anne Lieftinck 1948. Rhipidolestes malaisei ingår i släktet Rhipidolestes och familjen Megapodagrionidae. IUCN kategoriserar arten globalt som otillräckligt studerad. Inga underarter finns listade i Catalogue of Life.